# Siegfried Schtauffen
Siegfried Schtauffen (ジークフリート・シュタウフェン?, Jīkufurīto Shutaufen) è un personaggio immaginario della serie di videogiochi Soulcalibur. Siegfried fa la sua prima apparizione in Soul Edge ritorna poi in Soulcalibur, Soulcalibur III e Soulcalibur IV. Si trova anche in Soulcalibur II, ma solo come costume alternativo per il suo alter ego Nightmare, e in Soulcalibur Legends. Siegfried è il protagonista della serie e uno dei pochi che è presente in tutti i giochi. Ciò che alberga nella sua anima è la redenzione.

## Storia del personaggio

### Biografia
Siegfried è il figlio di Sir Frederick Schtauffen, un valoroso cavaliere considerato un campione tra i suoi compaesani oppressi in Germania, e di Margaret la quale incontrò Frederick mentre stava in un accampamento militare. Il nome 'Siegfried' gli fu dato a causa di un famoso eroe e l'arte della spada gli fu insegnata dal padre.
Frederick partì per una crociata. Nel frattempo, Siegfried si unì ad una banda di criminali chiamata "Schwarzwind" (in tedesco "vento nero"). Anni dopo, Siegfried attaccò insieme ai suoi compagni un nobile ed i suoi soldati di ritorno dalle crociate; egli riuscì a battere il nobile in duello e poi lo decapitò, scoprendo con orrore, una volta rimossone l'elmo, di avere tra le mani la testa di suo padre. Siegfried crebbe svilito e con il peso della morte del padre. Siegfried sentì parlare dell'invincibile arma Soul Edge e capì che l'uccisore di suo padre poteva essere ucciso solo con quella spada.
Dopo aver tolto la vita ad un nobile, lavorò assiduamente nel suo castello ad Ostrheinsburg, finché non riuscì finalmente ad imbattersi nella leggendaria Soul Edge, che giaceva accanto al corpo senza vita del temuto pirata Cervantes de Leon. Ma quando Siegfried si avvicinò, il cadavere si alzò sprigionando un inferno di fiamme e lo attaccò. Siegfried brandì la sua zweihänder e sconfisse il suo avversario. La sua spada però si spezzò e quindi decise di prendere la Soul Edge con sé. Una volta che Siegfried impugnò la spada malefica, il Seme della Malvagità emanato da lui attraversò un raggio di luce che colpì il mondo intero, e lasciò dappertutto morte e distruzione. La Soul Edge comunicava telepaticamente con Siegfried, proponendo un accordo tra i due; Siegfried avrebbe aiutato la spada a ristabilirsi radunando anime, e la Soul Edge gli avrebbe restituito il padre Frederick. Siegfried accettò e portò la spada con sé in molte battaglie, ma alla fine soccombe al potere della spada - trasformandolo nel cavaliere azzurro Nightmare.
Siegfried\Nightmare si rifugiò nel suo castello di Ostrheinsburg. In tre anni, reclutò un gruppo di seguaci: il golem Astaroth, Lizardman, e Ivy. Ognuno di essi aiutò la Soul Edge nella ricerca di anime da far divorare per la cerimonia di ringiovanimento, che sarebbe dovuta avvenire nella sua fortezza, il castello di Ostrheinsburg. Ma quando la cerimonia stava avendo inizio, il clan fu sbaragliato velocemente. Lizardman e Astaroth furono sconfitti; Ivy lasciò i compagni dopo aver ascoltato la scioccante verità sul proprio orribile passato dal Fu-Ma ninja Taki. Due giovani guerrieri affrontarono Nightmare dopo aver distrutto molti golem: Kilik, il possessore del bastone Kali-Yuga e del sacro specchio Dvapara-Yuga; e Xianghua, armata di Krita-Yuga, la spada che si rivela essere la "Soul Calibur".
Nightmare e la Soul Edge furono sconfitti dopo una cruenta battaglia e furono risucchiati in una voragine senza fondo. Con la Soul Edge particolarmente debole, Nightmare riacquistò un po' della sua umanità e si ricordò dei tremendi peccati commessi, in particolare l'omicidio del padre e gli fu chiaro che la "resurrezione" del padre era solo una illusione della sua mente. Dopo una lunga meditazione, Siegfried finalmente riuscì ad accettare la responsabilità dei suoi peccati. Decise dunque di ritornare a casa dalla madre, ma giurò di espiare le sue azioni precedenti distanziarsi dalla civiltà, al fine di prevenire altri danni irreparabili da lui causati. Per sua sfortuna non andò così. Nonostante la Soul Edge fosse debole, era ancora presente all'interno di Siegfried e mirava ad ottenere il controllo del suo corpo durante il sonno. Malgrado i suoi sforzi per contrastare ogni forza distruttiva, Siegfried dovette arrendersi.
Passarono quattro anni e lui assunse di nuovo la forma del cavaliere azzurro, diventando Nightmare una seconda volta, ricercando disperatamente i frammenti della Soul Edge così da poter ripristinare il suo pieno potere. Nightmare depredava anime potenti e recuperava i frammenti fracassati della spada, cosicché la spaccatura della Soul Edge si rimarginava man mano. Il suo scopo di far rivivere la spada malvagia stava per essere raggiunto, e dopo un po' di tempo, fece ritorno nella sua vecchia fortezza di Ostrheinsburg, reputando quelle terre sanguinose come un luogo appropriato per la restaurazione del vero potere della Soul Edge.

### Armi di Siegfried
- Faust

È la zweihänder che Siegfried si è sempre portato dietro durante i suoi giorni da mercenario. È probabile che la Faust sia la stessa spada che ha usato per uccidere suo padre, Frederick. Fu distrutta durante lo scontro brutale che ebbe contro Cervantes (il quale si trasformò in Inferno) in Spagna.
- Soul Calibur (FINAL FORM)

- Grimblade
- Atlas Sword
- Flamberga
- Octagonal Rod
- Ogre
- Caladbolg
- Glam/Gram
- Clockwork
- Broken Destiny
- 7 Branch Blade
- Hard Steel Blade
- Claymore

- Soul Edge

La Soul Edge fu brandita e usata come arma secondaria quando divenne Nightmare.
- Requiem

È la zweihänder che Siegfried usa dopo essersi liberato dall'influenza della Soul Edge. Porta con sé questa spada nel suo viaggio di redenzione, ma alla fine perse la sua volontà e Nightmare la tramutò in Soul Edge. Quando Siegfried rivendicò il suo corpo, si armò di nuovo della Requiem.
- Large Tachi

- Soul Calibur (NASCOSTA)

- Soul Calibur

È l'arma cristallina che Siegfried usa per infilzare la Soul Edge dopo essersi redento. Ha la forma di una zweihänder e può definirsi la sua arma più potente. Siegfried ha una forte connessione con questa spada, in un certo senso è l'equivalente di Nightmare con la Soul Edge.
- Great Sword

- Galley Oar
- The Ancient
- Soul Edge α
- Soul Edge Ω
- Take Off
- The Master

In Soulcalibur III, le armi e lo stile di combattimento di Siegfried sono disponibili come disciplina "Soul of Siegfried" per i personaggi creati nella classe cavaliere.

### Arene
- Ostrheinsburg Castle (SE)

Il castello del cavaliere Sir Stephan, che si dichiara invincibile. Questa affermazione non ferma il marchese Andre' che assedia il castello coi suoi potenti cannoni. Lo sfondo è denso di sangue e di uomini che si uccidono l'un l'altro. Siegfried è un mercenario dalla parte di Sir Stephan, ma in realtà è alla ricerca della leggendaria spada "Grimblade", che lui crede sia la Soul Edge.
- City of Water (SC)

City of Water, conosciuta come la perla dell'Italia, è un palazzo labirinto costruito sull'acqua, collegando innumerevoli isole in una laguna previo 400 ponti. Durante il Rinascimento, Venezia monopolizzò tutti i diritti dei mercanti e col suo potere fece crescere le sue colonie nel nord Italia espandendole negli anni d'oro. Così la città fu adornata di stupende ville, belle opere d'arte, capolavori di architettura e fu proclamata come la Mecca per gli intellettuali del tempo. La gente ammirava questa città come se fosse un'illusione. Alcuni raggiungevano la città per inseguire i loro sogni, altri erano attratti dall'arte e dal panorama. E ora arriva Siegfried...
- Lost Cathedral (SC3)

Assomiglia a molte altre cattedrali, ma è come nessun'altra. Un magnifico palazzo che sembra contenere tutte le forme di architettura conosciute in Europa. Nessuno conosce l'architetto o dove si trovi. Comunque è risaputo che solo chi è dotato di una forte volontà e disponibilità a rischiare la propria vita può raggiungerla. La grande quantità d'acqua che scorre sotto è sempre corrente e pulita. Essa deterge coloro che si recano lì in preghiera.
Siegfried è alla ricerca di un regolamento di conti con la Soul Edge e di una redenzione per i suoi peccati.
Inseguendo lui, anche Nightmare raggiunge il palazzo. Che questo sacro palazzo d'acqua sia il capolinea per entrambi? 
(Nota: Siegfried condivide quest'arena con Nightmare.)

### Epiloghi
- In Soul Blade/Soul Edge, Siegfried affronta Cervantes ed infine Inferno (un essere di energia alimentato dalla Soul Edge, con uno stile di lotta simile a Cervantes). Dopo averlo sconfitto, si ritrova di fronte alla spada maledetta. A questo punto, se il giocatore preme il tasto dell'attacco verticale nel momento prefissato, Siegfried colpisce la SoulEdge, mandandola in frantumi... successivamente, lo si vede sconsolato piantare la propria spada nel suolo, invocando il perdono del padre, senza sapere cosa fare. Se il giocatore non interviene, invece, Siegfried afferra la Soul Edge, ma questa si serra attorno alla sua mano e la sua armatura si trasforma, fra le sue urla, dando vita a Nightmare; infine, questi viene mostrato, di notte, stargliarsi minacciosamente vicino ad un villaggio.
- Siegfried è destinato a battersi in Soulcalibur contro Mitsurugi o Arthur; in Soulcalibur II e Soulcalibur III si batte contro Raphael.

#### Soulcalibur III
- Finale Input

Siegfried sta dinanzi alla Soul Edge, con la Soul Calibur nella sua mano sinistra. Lui guarda la Soul Edge e subito dopo la sua mano destra. La mano di Siegfried si deforma per qualche istante prima di tornare di nuovo normale. Allora si sente la voce di Nightmare. Tre illusioni di Nightmare appaiono, prima che Siegfried se ne sbarazzi con un solo fendente. Una delle illusioni pronuncia le parole: "Non hai diritto di vivere". La sopravvivenza di Siegfried è il segno della sua redenzione.
- Finale senza Input

Siegfried è sopraffatto dai multipli di Nightmare, ma un fulmine squarcia il cielo e fa volare via i tre Nightmare. La visuale diventa per un po' bianca, prima di focalizzarsi su Siegfried che guarda la sua mano. Parlando a suo padre, gli dice che lui vuole continuare a vivere.

#### Soulcalibur IV
Dopo aver sconfitto Nightmare, Siegfried usa la Soul Calibur in forma finale per congelarsi definitivamente assieme al suo nemico, in modo che nessuno possa più utilizzare le due spade magiche.

## Aspetto
Siegfried appare come il classico cavaliere delle fiabe, un principe azzurro dai capelli biondi e gli occhi azzurri, in scintillante armatura.
In Soul Blade appariva con i capelli corti, mentre nei capitoli successivi li ha lunghi e lisci. Da Soulcalibur III in poi mostra un taglio sull'occhio destro.

## Retroscena
Il cognome di Siegfried, Schtauffen, deriva dalla dinastia degli Staufen, una nobile famiglia tedesca originaria della Svevia. Siegfried nella storia di Soulcalibur è figlio di Fredrick Schtauffen, riconducibile a Federico I di Svevia.